# Medlov (Olomouci járás)
Medlov település Csehországban, a Olomouci járásban. Medlov Úsov, Klopina, Moravičany, Uničov, Troubelice, Bílá Lhota, Červenka és Stavenice településekkel határos. Lakosainak száma 1722 fő (2024. január 1.).

## Népesség
A település lakosságának változását az alábbi diagram mutatja:
| Lakosok száma | 2261 | 2413 | 2404 | 1653 | 1515 | 1525 | 1580 | 1580 | 1626 | 1722 |
|               | 1869 | 1890 | 1921 | 1950 | 1980 | 2001 | 2017 | 2019 | 2022 | 2024 |